# Michele Canini
Pour les articles homonymes, voir Canini.
Michele Canini, né le 5 juin 1985 à Brescia, est un footballeur italien évoluant au poste de défenseur au Chievo Vérone en prêt de l'Atalanta Bergame.

## Biographie
Michele Canini est, comme son coéquipier à Cagliari Andrea Lazzari, un pur produit du centre de formation de l'Atalanta. Il est arrivé au club à l'âge de 7 ans. Il ne jouera toutefois jamais avec son club de jeunesse. Michele Canini est d'abord prêté lors de la saison 2004-05 à la Sambenedettese en Serie C1, club avec lequel il fait ses débuts en professionnel. Avec le club des Marches, dont il est un titulaire, il se qualifie au play-off (4e de la saison régulière) mais perd en demi-finale contre le SSC Naples (1-1, 0-2). Il participe ensuite en tant que titulaire à la Coupe du monde de football des moins de 20 ans 2005, mais l'Italie se fait sortir en quart de finale et aux tirs au but par le Maroc (2-2). Canini marque le premier but italien durant ce match. 
Intéressé par le joueur, le Cagliari Calcio en achète pour 2 millions d'euros la copropriété à l'Atalanta lors de la saison 2005-06. Michele Canini est tout de suite titulaire sur l'île, faisant ainsi ses débuts dans l'élite. L'équipe se sauve de justesse et termine 14e. Canini joue 32 matchs. À la fin de la saison, le Cagliari Calcio relève l'intégralité du contrat du joueur en payant 3 millions d'euros supplémentaires à l'Atalanta. En mai, il participe en tant que titulaire au Championnat d'Europe de football espoirs où l'Italie est éliminée en phase de poule.
Michele Canini est toutefois stoppé dans sa progression par une mauvaise blessure, blessure aux ligaments croisés, survenue avec l'équipe d'Italie espoirs qui le laissera sur la touche toute la saison (4 matchs joués). Il participe néanmoins, en tant que remplaçant cette fois au Championnat d'Europe de football espoirs 2007 mais l'équipe d'Italie sort à nouveau dès la phase de poule. Il fait son retour progressif lors de la phase retour de la saison 2007-08 : il jouera 18 matchs au total, l'équipe finit 14e. 
Lors de la saison 2008-09, Michele Canini joue 22 matchs sans buts et participe à l'excellente 9e place de l'équipe sarde. Il ne récupère véritablement sa place de titulaire que lors de la saison 2009-10, où il joue 28 matchs, sans marquer. Son contrat court jusqu'à juin 2012.
En juillet 2012, il signe en faveur du Genoa CFC. Six mois plus tard, il signe en faveur de l'Atalanta Bergame.
Michele Canini a joué avec toutes les équipes nationales de jeunes.

## Clubs
- 2003-2004 : Atalanta
- 2004-2005 : Sambenedettese  Italie
- 2005-2012 : Cagliari Calcio  Italie
- 2012-jan. 2013 : Genoa CFC  Italie
- depuis  2013 : Atalanta Bergame  Italie
  - depuis jan. 2014 :  Chievo Vérone (prêt)